# Ippy
Ippy är en ort i Centralafrikanska republiken.   Den ligger i prefekturen Ouaka, i den centrala delen av landet, 400 km nordost om huvudstaden Bangui. Ippy ligger 596 meter över havet och antalet invånare är 16 571.
Terrängen runt Ippy är platt. Det finns inga andra samhällen i närheten. 
I omgivningarna runt Ippy växer huvudsakligen savannskog. Runt Ippy är det mycket glesbefolkat, med 2 invånare per kvadratkilometer.